# Псевдоніжкій
Псевдоніжкій (Aulacomnium) — рід мохів родини Aulacomniaceae, поширений переважно в помірних і прохолодних областях Північної півкулі.

## Опис
Листки від ланцетної до язикоподібної форми; край листка, який часто загнутий назад, зазвичай нерівномірно зубчастий на кінчику або у верхній половині; листкова жилка тягнеться до верхівки листка.
Характерним для виду в роду є вегетативне розмноження через виводкові тіла, які мають форму маленьких кульок на кінчику довгих кінцевих псевдоподій, тобто ніжкоподібних виростів гаметофіту. Вони складаються з зменшених листочків, які можуть відпадати та виростати.
Еліптичні чи грушоподібні, але симетричні коробочки стоять на довгій ніжці й вони від смугастих до борозенчастих. Перистом складається з двох рядів перистомних зубців.

## Види
Нижче наведено такі види, прийняті в The Plant List:
- Aulacomnium acuminatum (Lindb. & Arnell) Kindb.
- Aulacomnium androgynum (Hedw.) Schwägr.
- Aulacomnium arenopaludosum M.F. Boiko
- Aulacomnium heterostichoides Janssens, D.G. Horton & Basinger
- Aulacomnium heterostichum (Hedw.) Bruch & Schimp.
- Aulacomnium palustre (Hedw.) Schwägr.
- Aulacomnium papillosum (Müll. Hal.) A. Jaeger
- Aulacomnium pentastichum Mont.
- Aulacomnium stolonaceum Müll. Hal.
- Aulacomnium turgidum (Wahlenb.) Schwägr.